# Brit Salbu
Brit Salbu född 1947 är en norsk professor och forskare i radiologi och strålskydd.
Salbu har en examen i kemi från 1974 och disputerade 1985 vid  Universitetet i Oslo med en avhandling om analys av spårämnen i vattendrag och sjöar.
Hon är professor vid fakulteten för miljövetenskap och naturförvaltning vid Universitetet for miljø- og biovitenskap (NMBU) i Oslo och Ås. Hon leder ett Centre of Excellence, Center for Environmental Radio Activity (CERAD) med inriktning på radioekologi, och har varit föreståndare för isotoplaboratoriet vid NMBU sedan 1987.
Hennes forskning har varit inriktad på miljökemi och radioekologi, speciellt kartläggning och detektering av spårämnen från radioaktiva källor i miljön, överföring av sådana ämnen i ekosystemen, samt riskvärderingar och bedömningar av miljöpåverkan.  Hon har varit ledare för NATO:s miljösäkerhetspanel, är medlem av Det Norske Videnskaps-Akademi och sedan 2004 fellow vid Royal Society of Chemistry, Storbritannien.